# Idéal (fusil)
Pour les articles homonymes, voir Idéal (homonymie).
Le fusil idéal est lancé en 1887. Il s'agit d'un fusil de chasse à double canon juxtaposé, par la firme stéphanoise Manufrance. Sa commercialisation dure jusqu'en 1980.

## Technique
Le Manufrance Idéal est un fusil type Anson et Deeley (système inventé en 1875 au Royaume-Uni) dont la mécanique très simple est intégrée au corps de la bascule. La percussion est ainsi assuré par des percuteurs étant armés par la fermeture du fusil. Muni de 2 détentes, il s'ouvre à l'aide d'une clef intégrée au pontet. Les organes de visée sont fixes et se limitent à un guidon en forme de grain d'orge. La crosse demi-pistolet et le fût sont en noyer et partiellement quadrillés.

## Quelques variantes
Vendus aux chasseurs français pendant près de 93 ans, ce fusil fut décliné en : 